# Vikings Legnano
I Vikings Legnano sono stati una squadra di football americano delle città di Bollate e Legnano, comuni della città metropolitana di Milano, in Lombardia.

## Storia
Furono fondati nel 1984 a Bollate e parteciparono ai primi due campionati di Serie B, vincendo il Silverbowl I ai danni dei Gladiatori Roma nel 1985. Dopo la stagione 1985 assorbirono gli Steelmen Legnano e si trasferirono da Bollate a Legnano Nel 1986 giocarono in Serie A, qualificandosi ai playoff con un quarto posto nel girone Nord, ma furono eliminati al primo turno a eliminazione diretta dai Panthers Parma. Al termine della stagione confluirono nei Frogs Busto Arsizio, che in virtù della fusione si trasferirono a loro volta a Legnano. 

## Dettaglio stagioni

### Tornei nazionali

#### Campionato

##### Serie A
| Stagione | regular season | regular season | regular season | regular season | regular season | regular season | playoff | playoff | playoff | playoff | playoff | playoff     | playoff        |
|          | Vin            | Par            | Per            | Tot            | PF             | PS             | Vin     | Per     | Tot     | PF      | PS      | risultato   | avversaria     |
| -------- | -------------- | -------------- | -------------- | -------------- | -------------- | -------------- | ------- | ------- | ------- | ------- | ------- | ----------- | -------------- |
| 1986     | 2              | 1              | 7              | 10             | 72             | 234            | 0       | 1       | 1       | 12      | 20      | Primo turno | Panthers Parma |
| Totale   | 2              | 1              | 7              | 10             | 72             | 234            | 0       | 1       | 1       | 12      | 20      |             |                |

Fonte: Enciclopedia del Football - A cura di Roberto Mezzetti.

##### Serie B
| Stagione | regular season | regular season | regular season | regular season | regular season | regular season | playoff | playoff | playoff | playoff | playoff | playoff   | playoff         |
|          | Vin            | Par            | Per            | Tot            | PF             | PS             | Vin     | Per     | Tot     | PF      | PS      | risultato | avversaria      |
| -------- | -------------- | -------------- | -------------- | -------------- | -------------- | -------------- | ------- | ------- | ------- | ------- | ------- | --------- | --------------- |
| 1984     | 5              | 1              | 4              | 10             | 192            | 134            | -       | -       | -       | -       | -       | -         | -               |
| 1985     | 7              | 0              | 3              | 10             | 192            | 114            | 2       | 0       | 2       | 30      | 28      | Campioni  | Gladiatori Roma |
| Totale   | 12             | 1              | 7              | 20             | 384            | 248            | 2       | 0       | 2       | 30      | 28      |           |                 |

Fonte: Enciclopedia del Football - A cura di Roberto Mezzetti.

#### Altri tornei
| Stagione | regular season | regular season | regular season | regular season | regular season | regular season | playoff | playoff | playoff | playoff | playoff | playoff   | playoff           |
|          | Vin            | Par            | Per            | Tot            | PF             | PS             | Vin     | Per     | Tot     | PF      | PS      | risultato | avversaria        |
| -------- | -------------- | -------------- | -------------- | -------------- | -------------- | -------------- | ------- | ------- | ------- | ------- | ------- | --------- | ----------------- |
| SI 1984  | -              | -              | -              | -              | -              | -              | 1       | 1       | 2       | 9       | 28      | Finale    | Black Knights Rho |
| Totale   |                |                |                |                |                |                | 1       | 1       | 2       | 9       | 28      |           |                   |

Fonte: Enciclopedia del Football - A cura di Roberto Mezzetti.

### Tornei giovanili

#### Altri tornei giovanili
| Stagione  | regular season | regular season | regular season | regular season | regular season | regular season | playoff | playoff | playoff | playoff | playoff | playoff    | playoff       |
|           | Vin            | Par            | Per            | Tot            | PF             | PS             | Vin     | Per     | Tot     | PF      | PS      | risultato  | avversaria    |
| --------- | -------------- | -------------- | -------------- | -------------- | -------------- | -------------- | ------- | ------- | ------- | ------- | ------- | ---------- | ------------- |
| TCOA 1984 | -              | -              | -              | -              | -              | -              | 0       | 1       | 1       | 0       | 6       | Semifinale | Rhinos Milano |
| Totale    |                |                |                |                |                |                | 0       | 1       | 1       | 0       | 6       |            |               |

Fonte: Enciclopedia del Football - A cura di Roberto Mezzetti.

### Riepilogo fasi finali disputate
| Anno | Luogo  | Evento                           | Fase del torneo  | Incontro                            | Risultato |
| 1984 | Milano | Torneo Coppa d'Oro dell'Amicizia | Semifinale       | Vikings Bollate - Rhinos Milano     | 0 - 6     |
| 1984 | Rho    | Settimana Internazionale         | Finale           | Black Knights Rho - Vikings Bollate | 42 - 13   |
| 1985 | Modena | Silverbowl                       | Finale           | Gladiatori Roma - Vikings Bollate   | 14 - 15   |
| 1986 | Parma  | Superbowl                        | Ottavi di finale | Panthers Parma - Vikings Legnano    | 20 - 12   |